# Ashkan Dejagah
Ashkan Dejagah (persan : اشكان دژاگه) (né le 5 juillet 1986 à Téhéran en Iran) était un joueur irano-allemand de football (international iranien) qui évoluait au poste de milieu offensif ou d'attaquant.

## Biographie

### Carrière en club
Dejagah commence sa carrière professionnelle au Hertha Berlin en 2005, après cinq saisons en équipe réserve. Il est ensuite transféré au VfL Wolfsburg où Felix Magath le fait jouer plus souvent, ce qui lui permet d'inscrire huit buts lors de sa première année (record personnel et deuxième buteur du club). Wolfsburg obtient cette saison-là une cinquième place, meilleur classement jamais atteint par le club.
L'année suivante, les performances de Dejagah sont moins bonnes principalement du fait de la concurrence du duo Edin Džeko et Grafite qui finissent aux deux premières places du classement des buteurs de la Bundesliga. Dejagah obtient néanmoins son premier titre, Wolfsburg décrochant pour la première fois le titre de Champion d'Allemagne.
Le 29 juillet 2014, Dejagah quitte l’Angleterre pour rejoindre le Qatar où il s'engage avec le club d'Al-Arabi pour une durée indéterminée.
Le 31 janvier 2018, il rejoint Nottingham Forest.

### Carrière internationale
Ses performances et ses années passées en Allemagne lui ouvrent les portes des sélections de jeunes outre-Rhin entre 2001 et 2009. Avec les Espoirs, il remporte l'Euro 2009 en Suède. Ses coéquipiers se nomment alors Mesut Özil, Mats Hummels, Sami Khedira ou Manuel Neuer.
En 2012, il fait le choix de jouer sous le maillot de la sélection iranienne sollicité par Carlos Queiroz. Il inscrit un doublé lors de son premier match face au Qatar (2-2) le 29 février 2012 lors d'une rencontre comptant pour les Éliminatoires de la Coupe du monde 2014.

#### Polémique
En 2007, Dejagah s'est surtout fait connaître par une polémique à la suite de son refus de participer avec les Espoirs allemands en Israël invoquant des raisons très personnelles et rappelant qu'il était « à moitié iranien ». Charlotte Knobloch, présidente du Conseil central des Juifs en Allemagne, et Ronald Pofalla, Secrétaire général de la CDU, demandèrent son exclusion de l'équipe nationale allemande. Dejagah confirma dans un entretien à Stern qu'il décida uniquement à cause de sa famille et non pour des raisons politiques, antisémites ou racistes. Après une discussion avec Dejagah, Theo Zwanziger, président de la Fédération allemande de football et le directeur technique national Matthias Sammer, furent convaincus par ses raisons personnelles et il ne fut pas exclu.

## Palmarès

### En club
- Fulham Football Club
- VfL Wolfsburg
  - Vainqueur du Championnat d'Allemagne : 2009

### En sélection
- Allemagne
  - Vainqueur du Championnat d'Europe espoirs : 2009

### Distinctions personnelles
- Homme du match contre le Yémen lors de la Coupe d'Asie 2019.

## Galerie

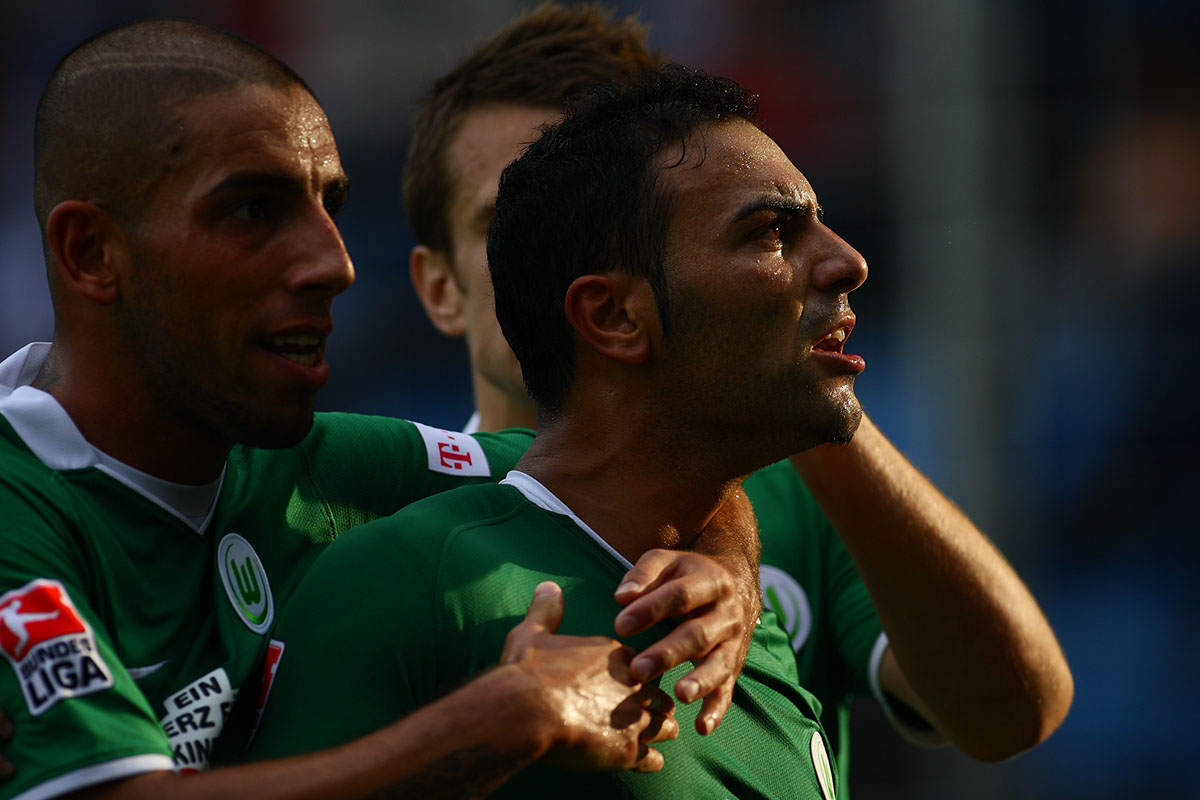
Ashkan Dejagah (à gauche) avec Mahir Sağlık et Zvjezdan Misimović célébrant un but avec Wolfsburg lors d'un match contre Bochum le 24 août 2008